# Долич (Кузма)
Долич (словен. Dolič) — поселення в общині Кузма, Помурський регіон, Словенія. Висота над рівнем моря: 268,9 м.